# Bruno Pellizzari
Bruno Pellizzari (Milano, 5 novembre 1907 – Milano, 22 dicembre 1991) è stato un pistard italiano.
Fu medaglia di bronzo nella velocità ai Giochi olimpici di Los Angeles 1932, e poi professionista dall'ottobre 1932 al 1938 vincendo due titoli nazionali di categoria nella velocità (1934, 1935).

## Palmarès
- 1934

Campionati italiani, Velocità
- 1935

Campionati italiani, Velocità

## Piazzamenti

### Competizioni mondiali
- Campionati del mondo su pista

Bruxelles 1930 - Velocità dilettanti: 3º
- Giochi olimpici

Los Angeles 1932 - Velocità: 3º